# Mordella nigropilosa
Mordella nigropilosa là một loài bọ cánh cứng trong họ Mordellidae. Loài này được Statz miêu tả khoa học năm 1952.